# 施萊尼茨湖

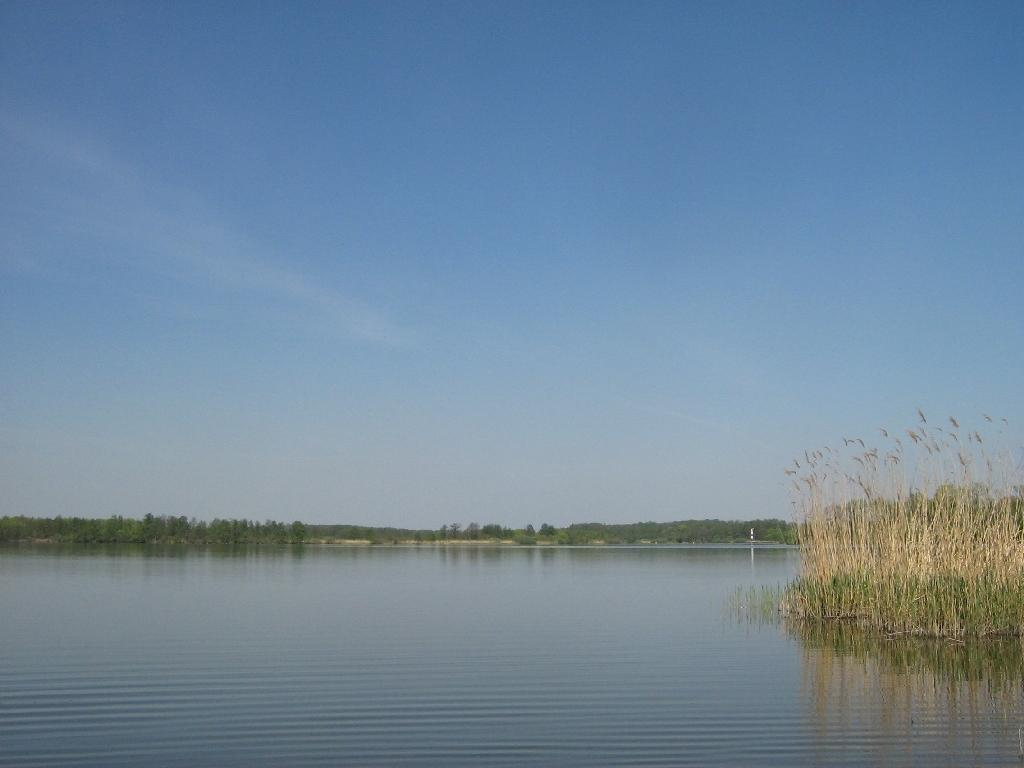

52°27′7.66″N 12°57′8.27″E / 52.4521278°N 12.9522972°E
施萊尼茨湖（德語：Schlänitzsee），是德國的湖泊，位於該國西南部，由勃蘭登堡州負責管轄，處於波茨坦西北面，長2公里、寬1公里，面積2平方公里，最大水深4.5米。